# Viorel Ilie
Viorel Ilie (ur. 19 marca 1965) – rumuński polityk, inżynier i samorządowiec, w latach 2017–2019 minister ds. kontaktów z parlamentem.

## Życiorys
W latach 1984–1989 studiował automatykę i informatykę w Instytucie Politechnicznym w Jassach (przekształconym później w Uniwersytet Techniczny Gheorghe Asachi). Uzyskiwał magisterium z zarządzania zasobami i administracji publicznej na Universitatea „George Bacovia” (2010) oraz z komunikacji i kompetencji organizacyjnych na Universitatea „Petre Andrei” din Iași (2011). Do 1997 pracował jako inżynier w różnych przedsiębiorstwach, od 2000 był dyrektorem przedsiębiorstwa Trust Incom SRL Moinesti.
W latach 2008–2017 pozostawał burmistrzem miasta Moinești. Działał w koalicyjnej Unii Socjalno-Liberalnej, zaś od 2016 należał do Sojuszu Liberałów i Demokratów. W 2016 wybrano go do Senatu z listy ALDE. Od kwietnia 2017 do sierpnia 2019 zajmował stanowisko ministra ds. kontaktów z parlamentem w trzech kolejnych gabinetach: Sorina Grindeanu, Mihaia Tudosego i Vioriki Dăncili. Zakończył pełnienie tej funkcji w sierpniu 2019. W lutym 2020 przeszedł do Partii Narodowo-Liberalnej. Znalazł się na wstępnej liście kandydatów PNL do parlamentu w wyborach przeprowadzanych w tym samym roku, jednak został z niej skreślony.